# Begijnhof Ten Wijngaerde

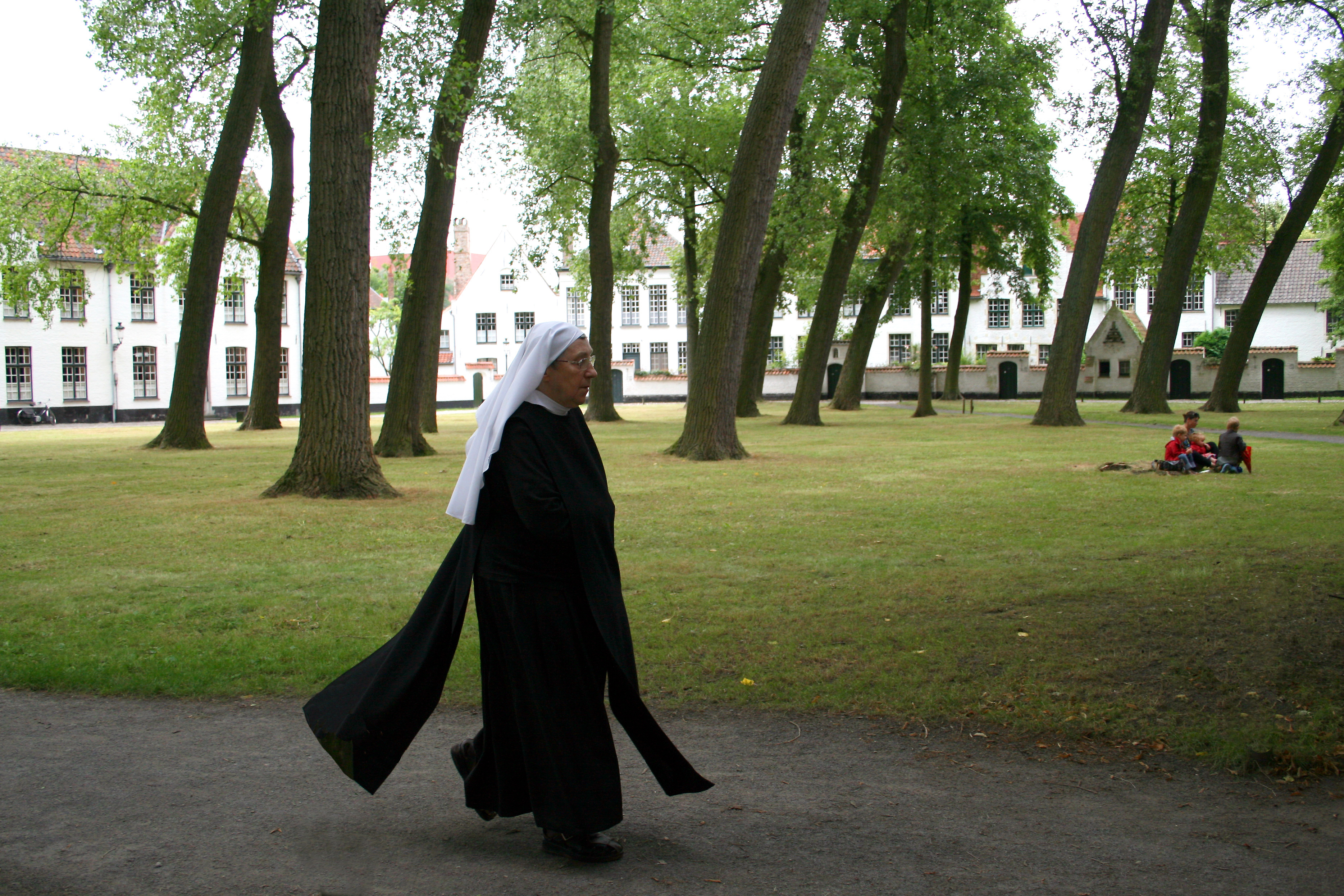

Het Prinselijk Begijnhof Ten Wijngaerde is het enige nog bewaarde begijnhof in de stad Brugge. Er zijn geen begijnen meer, maar in 1927 werden de huizen aan de westzijde omgevormd en uitgebouwd tot het Monasterium De Wijngaard, ten behoeve van een kloostergemeenschap van benedictinessen, gesticht door kanunnik Rodolphe Hoornaert.

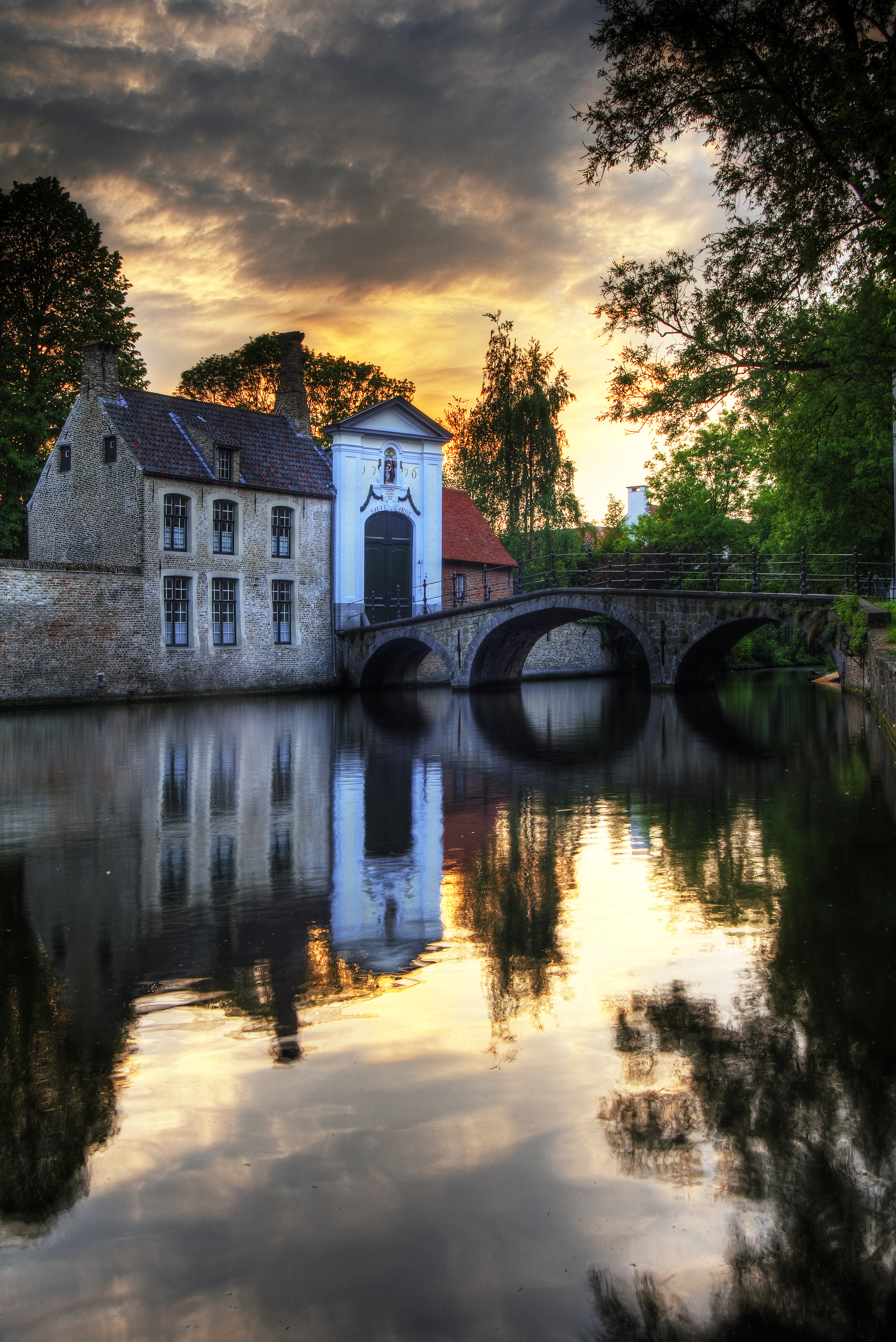
De 18e-eeuwse toegangspoort en de Wijngaardbrug

## Geschiedenis

### 13de eeuw
Al voor 1240 kwam een gemeenschap van vrome vrouwen zich vestigen op het domein 'de Wi(j)ngaard', in het zuiden van de stad. Deze benaming verwees waarschijnlijk naar laaggelegen grasland. Het begijnhof werd rond 1244 gesticht door gravin van Vlaanderen Margaretha II van Constantinopel. In 1245 werd het als zelfstandige parochie erkend. In 1299 kwam het onder het rechtstreekse gezag van koning Filips de Schone en kreeg de titel van "Prinselijk Begijnhof". De daaropvolgende graven van Vlaanderen en hertogen van Bourgondië hielden aan dit toegekende privilege, dat ze beschouwden als door hen te zijn verdergezet.
De eerste begijnen waren, zoals elders, meisjes van bescheiden komaf, die als broodwinning activiteiten in de lakenindustrie beoefenden. Voor het behandelen van het laken was veel water nodig, zodat ze zich dicht bij een waterloop vestigden.
De Brugse begijnen kregen de steun van de predikheren die zich vanaf 1235 in Brugge vestigden en die actief waren om het begijnhof tot afzonderlijke parochie te doen erkennen, wat meteen de mogelijkheid van inkomsten met zich meebracht.

### 14de-15de eeuw
Vanaf het jaar 1300 werd het begijnhof bestuurd door een definitieve regel, tot stand gekomen op basis van verschillende opeenvolgende voorlopige regels. Een periode van vervolging (1311-1318) maakte het de begijnen moeilijk. Veel van de 'wilde' begijnhoven werden beschuldigd van ketterijen. Er kwam een bul aan te pas in 1318 vanwege paus Johannes XXII die verklaarde dat de georganiseerde instituten van orthodoxe begijnen niet door de veroordelingen getroffen werden.
De gemeenschap kende vervolgens een periode van welstand. Ze werd verder ondersteund door de graven van Vlaanderen en door de hertogen van Bourgondië. De parochiekerk werd bediend door een pastoor en zeven kapelaans. In een infirmerie of ziekenhuis boden de begijnen zorgen aan zieke medeburgers.

### 16de eeuw
Zoals alle kloosters, had het begijnhof het lastig tijdens de jaren van de calvinistische republiek (1578-1584). Ze werden niet, zoals andere kloosterorden, tot vluchten gedwongen, maar moesten wel de aantasting van hun eigendom ondergaan. Zo werd de kerk gebruikt als schuilplaats voor mensen die het platteland ontvluchtten en er werden ook allerhande grondstoffen (hooi, strooi, landbouwopbrengsten) gestockeerd. Er ontstond op 9 januari 1584 brand en de kerk werd in grote mate verwoest. Vanaf 1587 kon ze echter alweer in gebruik genomen worden en tijdens de volgende decennia volledig hersteld worden.

### 17de eeuw
Ondersteund door de kerkelijke overheid, onder meer door de aartsbisschop van Mechelen Jan Hauchunis, gingen de begijnen een nieuwe bloeiperiode tegemoet. In Brugge richtten ze zich volledig op het contemplatieve leven. Dat had als gevolg dat het meer en meer meisjes waren uit gegoede families die intraden en die over eigen bestaansmiddelen beschikten. Het begijnhof kreeg dan ook aristocratische allures. De woningen rondom het binnenplein werden grondig hersteld of nieuw gebouwd. De gemeenschap kwam ook in het bezit van heel wat eigendommen.

### 18de eeuw
De afschaffing van kloosters die door keizer Jozef II werd gedecreteerd, trof de Brugse begijnen niet. Ze stelden zelfs, zonder tegenkanting van de overheid, sommige van hun huizen ter beschikking van uit hun afgeschafte klooster verdreven vrouwelijke religieuzen.
In 1796 na de installatie van de Franse Republiek en zijn wetgeving, werd het Begijnhof eigendom van de overheid. De begijnen hadden de keuze tussen een volledige onteigening en uitdrijving, of een opname van de eigendom in de door de gemeente bestuurde 'burgerlijke godshuizen' met behoud van de kloostergemeenschap als dienstverleensters aan de in het beluik georganiseerde bejaardenzorg. Ze kozen voor de tweede mogelijkheid.

### 19de eeuw
Zowel de hele Franse periode, als de tijd van het Verenigd Koninkrijk der Nederlanden en de eerste jaren van het koninkrijk België waren ongunstig. De begijnen mochten het begijnhof blijven bewonen, maar er was geen sprake van, ook niet toen er katholieken zowel het land als de stad bestuurden, om de eigendom opnieuw aan de begijnen over te dragen. Ze bleven met minimale inkomsten en een slinkend aantal kloosterlingen, de geest van een begijnenhof hoog houden.

### 20ste eeuw
In de twintigste eeuw was de gemeenschap geslonken tot enkele begijnen op leeftijd. Ze hadden als grootjuffrouw Geneviève de Limon Triest (1874-1971), lid van een adellijke Gentse familie en dochter van jonkheer Alfred de Limon Triest. Samen met de pastoor van de Begijnhofkerk, kanunnik Rodolphe Hoornaert, en met dom Gaspar Lefébvre o.s.b. werkte ze aan de oprichting van een meer aan de tijd aangepaste kloostergemeenschap, die opnieuw aantrekkelijk kon zijn voor jonge meisjes. Het werd de congregatie van Dochters van de Kerk, waarvan zij zelf de eerste priorin werd. Opgericht in 1927 had de congregatie de dubbele doelstelling van een monastiek leven en van activiteiten die de kerkelijke liturgie bevorderden. Een aantal huizen werden verbouwd tot klooster, met er aan toegevoegd ruimten die konden worden verhuurd voor geestelijke afzonderingen en vergaderingen. De talrijke huizen van het beluik die kwamen leeg te staan, werden, na restauratie, verhuurd aan alleenstaande dames.
In 1974 werd de eigendom van het hele beluik, dat nog steeds aan het OCMW toebehoorde, overgedragen aan de stad Brugge. Deze operatie had vooral tot doel een steviger basis te bieden ten aanzien van de aanzienlijke restauratiewerken die in het vooruitzicht kwamen en die in de volgende decennia werden uitgevoerd.
De gebouwen werden in 1998 gewaardeerd door hun opname, samen met andere begijnhoven, op de Werelderfgoedlijst van de UNESCO.

### 21ste eeuw
De problemen van vergrijzing van de kloostergemeenschap deden zich opnieuw gevoelen en stelden vraagtekens over de toekomst van de congregatie.

## Beluik
Het complex omvat de Begijnhofkerk en een dertigtal witgeschilderde huizen, waarvan de meeste dateren uit de late 16e, 17e en 18e eeuw. Deze huizen zijn praktisch allemaal rond het grote centrale hof gebouwd. De voornaamste toegang met poort is te bereiken via de driebogige stenen brug, de Wijngaardbrug. In een nis is het beeld te zien van de heilige Elisabeth van Hongarije, patrones van vele begijnhoven en ook van het Brugse begijnhof. De Wijngaard is tevens aan de Heilige Alexius gewijd.

De toegangspoort is gebouwd in 1776 door meester-metselaar Hendrik Bultynck. Dit jaartal staat boven de poort vermeld. Het eerste begijnhuisje naast de toegang is als museum ingericht en er zijn onder andere schilderijen, 17e-eeuws en 18e-eeuws meubilair en kantwerk te bezichtigen. Een tweede poort verleent toegang via de Sasbrug aan het Sashuis. 

## Begijnhofkerk
De Begijnhofkerk bevindt zich aan de oostzijde van het Begijnhof, en is toegewijd aan de heilige Elisabeth van Hongarije. Het oudste, vroeggotische kerkgebouw op die plaats gaat terug tot 1245, wanneer gravin Margaretha van Constantinopel de in onbruik geraakte kapel van de burggraaf op de Burg op verzoek van bisschop Walter van Marvis liet overbrengen naar het kort voordien gestichte Begijnhof Ten Wijngaerde. Die overbrenging moet vrij letterlijk geïnterpreteerd worden: behalve de inboedel (meubilair, boeken, liturgische objecten en ornamenten) werden blijkbaar ook de bouwmaterialen in de mate van het mogelijke opnieuw gebruikt.
In januari 1584, tijdens het calvinistisch bestuur in Brugge, werd het gebouw - dat op dat ogenblik tot opslagplaats voor graan en stro diende - door brand geteisterd. Het ontsnapte aan volledige vernieling, zodat het vanaf 1587 weer kon worden in gebruik genomen. Complete restauratie nam een paar decennia in beslag en in 1604-1609 was die voltooid. Het interieur, dat in de loop van de 17de en 18de eeuw met kunstwerken verrijkt werd, vertoont een sober barok karakter. Het 18de-eeuwse orgel is gebouwd door Andries-Jacob Berger. In 1990-1991 onderging de kerk een grondige restauratie.

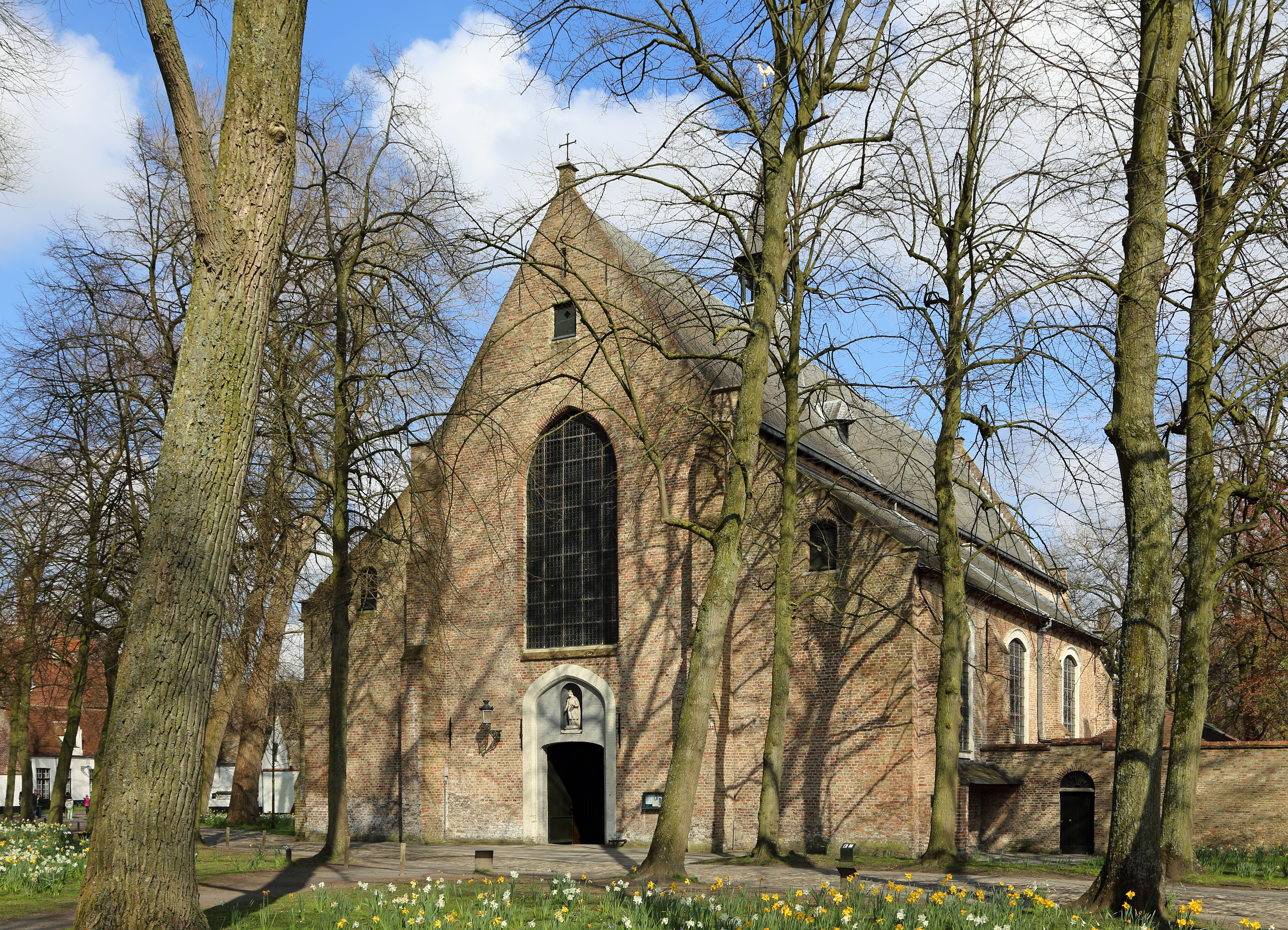
De Begijnhofkerk
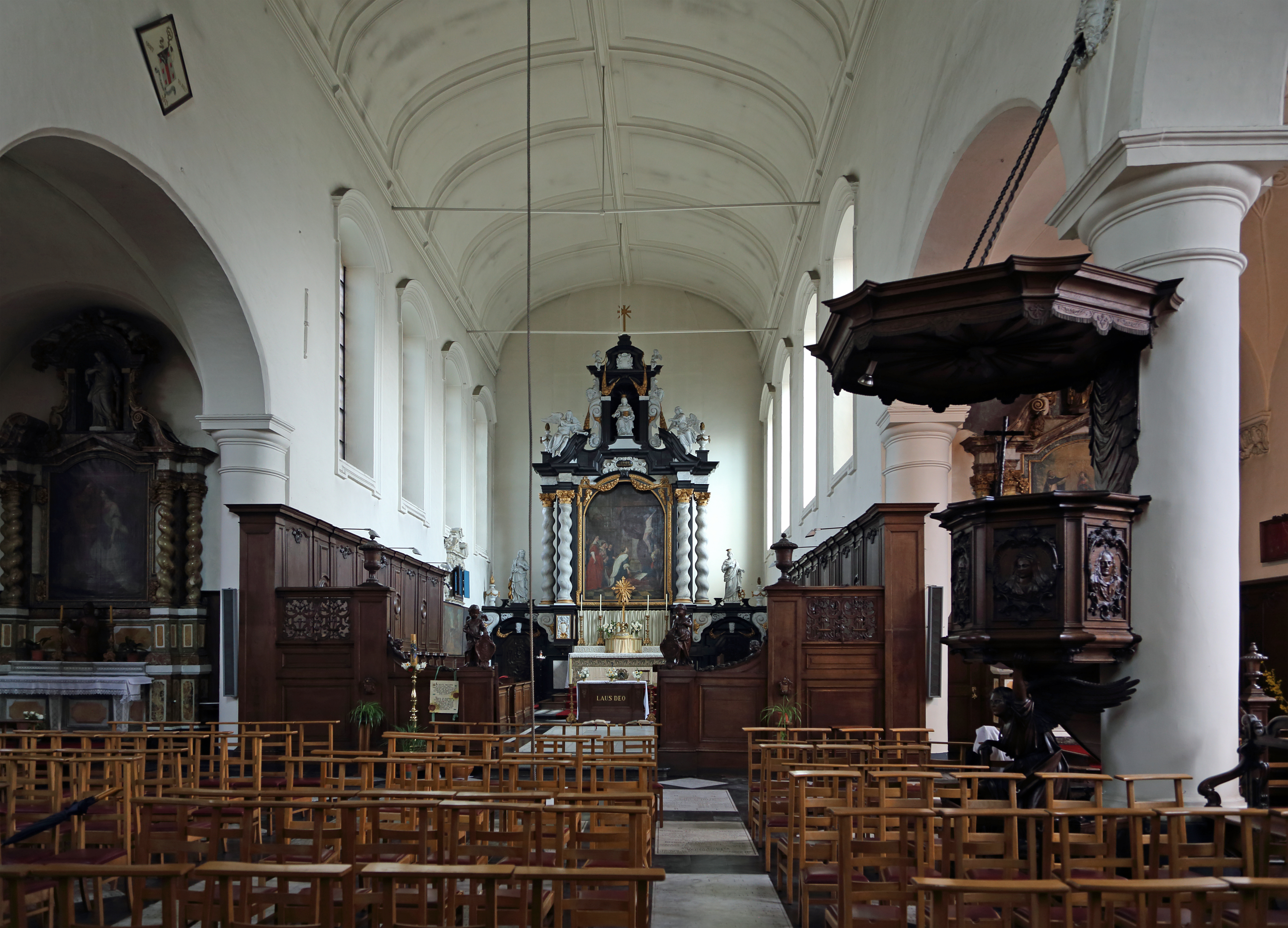
Interieur van de kerk
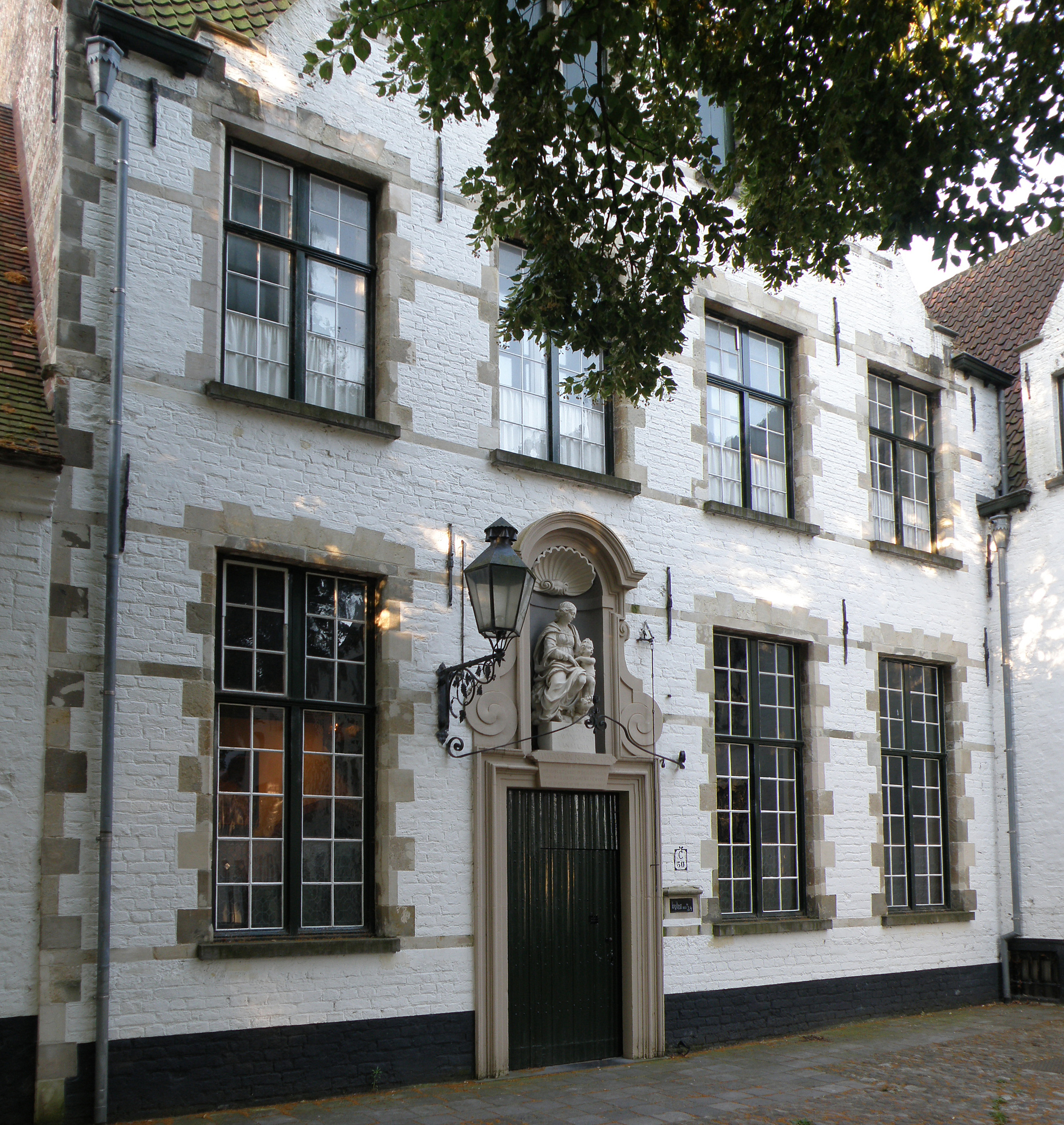
Woning van de grootjuffrouw in het Brugse Begijnhof